# Teraz Białystok
Teraz Białystok – bezpłatny tygodnik miejski, ukazujący się od 8 listopada 2007 roku na terenie Białegostoku.
Tygodnik wydawany jest w nakładzie 20 tysięcy egzemplarz. Jego tematyka - dotycząca głównie społeczności, kultury i polityki - dotyczy spraw lokalnych. Wydawcą są Media Regionalne Sp z o.o. Oddział w Białymstoku.